# 国等の債権債務等の金額の端数計算に関する法律
国等の債権債務等の金額の端数計算に関する法律（くにとうのさいけんさいむとうのきんがくのはすうけいさんにかんするほうりつ、昭和25年3月31日法律第61号）は、国および公庫等の債権もしくは債務の金額または国の組織相互間の受払金等に係る端数計算（第1条1項）に関する日本の法律である。

## 概要
現在、日本における通貨の額面価格の単位は円であり、かつての単位であった銭及び厘については、1円未満の金額の計算単位として位置づけられている（通貨の単位及び貨幣の発行等に関する法律第1条第2項）。
そして、債務の支払金額について1円未満の端数が生じたときは、特約のない限り、その端数を四捨五入するものとされている(通貨の単位及び貨幣の発行等に関する法律第3条第1項)。
しかし、この規定は国及び公庫等が収納し又は支払う場合においては適用されず(通貨の単位及び貨幣の発行等に関する法律第3条第2項)、代わりに国等の債権債務等の金額の端数計算に関する法律が適用される。他の法令中の端数計算に関する規定がこの法律の規定に矛盾し、又はてい触する場合には、この法律の規定が優先する(第1条第2項)。

### 国及び公庫等
この法律において「国及び公庫等」とは、国、沖縄振興開発金融公庫、地方公共団体及び政令で指定する公共組合をいう(第1条第1項)。政令で指定する公共組合は次のとおりである(国等の債権債務等の金額の端数計算に関する法律施行令第1条)。
- 土地改良区及び同連合
- 普通水利組合及び同連合
- 水害予防組合及び同連合
- 北海道土功組合
- 耕地整理組合及び同連合会
- 土地区画整理組合
- 健康保険組合

### 適用除外
この法律は、次に掲げるものについては適用しない（第7条）。これは、各法令において個別に端数計算方法が規定されていることによる。
- 政府契約の支払遅延防止等に関する法律の規定による遅延利息[3]
- 健康保険法等、社会保険法[4]の規定により徴収される延滞金[5]
- 国税（その滞納処分費を含む。）[6]並びに当該国税に係る還付金及び過誤納金（これらに加算すべき還付加算金を含む。）[7]
- 地方団体の徴収金並びに地方団体の徴収金に係る過誤納金及び還付金（これらに加算すべき還付加算金を含む。）[8]
- 国有資産等所在市町村交付金又は国有資産等所在都道府県交付金[9]
- 前各号に掲げるものの外政令[10]で指定するもの
  - 農地法第43条第2項の規定による延滞金
  - 地方交付税法の規定により交付すべき地方交付税及び同法第19条第5項の規定により納付すべき加算金
  - 政党助成法の規定により政党に対して交付すべき政党交付金
  - 特許法等、知的財産法[11]の規定により納付すべき特許料等及び手数料
  - 国税収納金整理資金に関する法律施行令第22条又は第23条の規定による一般会計若しくは社会資本整備事業特別会計の道路整備勘定又は交付税及び譲与税配付金特別会計の交付税及び譲与税配付金勘定の歳入への組入金（同令第4条の2第1項各号に掲げる国税に係るもの（同条第2項又は第3項 の規定により計算する場合に限る。））

## 端数計算方法

### 原則
第2条に規定されている。
1. 国及び公庫等の債権で金銭の給付を目的とするもの又は国及び公庫等の債務で金銭の給付を目的とするものの確定金額に1円未満の端数があるときは、その端数金額を切り捨てる。
2. 国及び公庫等の債権の確定金額の全額が1円未満であるときは、その全額を切り捨てるものとし、国及び公庫等の債務の確定金額の全額が1円未満であるときは、その全額を1円として計算する。
3. 国及び公庫等の相互の間における債権又は債務の確定金額の全額が1円未満であるときは、その全額を切り捨てる。

### 分割して履行すべき金額の計算
国及び公庫等の債権又は債務の確定金額を、2以上の履行期限を定め、一定の金額に分割して履行することとされている場合において、その履行期限ごとの分割金額に1円未満の端数があるとき、又はその分割金額の全額が1円未満であるときは、その端数金額又は分割金額は、すべて最初の履行期限に係る分割金額に合算する（第3条）。
例えば、国及び公庫等の金銭債務7,000,000円を6回に分けて等分に支払う場合、第2回目から第6回目までの支払金額は1,166,666円であるが、第1回目の支払金額は1,166,670円となる。

### 準用

#### 概算払等に係る金額の端数計算
第2条の規定は、国及び公庫等の債権又は債務について、概算払、前金払若しくはその債権若しくは債務に係る反対給付のうち既済部分に対してする支払を受け、又はこれらの支払をすべき金額の計算について準用する(第4条)。

#### 国等の組織相互間の受払金の端数計算
第2条第1項及び第3項、第3条並びに第4条の規定は、国の組織相互の間又は地方公共団体の組織相互の間において収納し、又は支払うべき金額の計算について準用する(第5条)。